# Липетал
Липетал (њем. Lippetal) општина је у њемачкој савезној држави Северна Рајна-Вестфалија. Једно је од 14 општинских средишта округа Зоест. Према процјени из 2010. у општини је живјело 12.424 становника. Посједује регионалну шифру (AGS) 5974024, NUTS (DEA5B) и LOCODE (DE LPE) код.

## Географски и демографски подаци
Липетал се налази у савезној држави Северна Рајна-Вестфалија у округу Зоест. Општина се налази на надморској висини од 69–155 метара. Површина општине износи 127,0 km². У самом мјесту је, према процјени из 2010. године, живјело 12.424 становника. Просјечна густина становништва износи 98 становника/km².